# Brasilimeria
Genre
Brasilimeria est un genre de collemboles de la famille des Neanuridae.

## Distribution
Les espèces de ce genre sont endémiques du Brésil.

## Liste des espèces
Selon Checklist of the Collembola of the World (version du 28 octobre 2019) :
- Brasilimeria anura (Arlé, 1939)
- Brasilimeria assua Zeppelini, Queiroz, Lopes & Mendonça-Junior, 2019
- Brasilimeria wygodzinskyi (Arlé, 1943)

## Publication originale
- Stach, 1949 : The Apterygotan Fauna of Poland in Relation to the World-Fauna of this group of Insects. Families: Neogastruridae and Brachystomellidae. Polska Akademia Umiej tno ci, Acta monographica Musei Historiae Naturalis, Kraków, p. 1-341.